# Agildo Ribeiro
Agildo da Gama Barata Ribeiro Filho (Rio de Janeiro, 26 de abril de 1932 – Rio de Janeiro, 28 de abril de 2018) foi um ator e humorista brasileiro.

## Biografia

Agildo Ribeiro, junto com Topo Gigio, na década de 1970. Retrato sob a guarda do Arquivo Nacional (Brasil).

Descendente de uma família de políticos e militares pelo seu lado paterno, Agildo nasceu em 26 de abril de 1932, no Rio de Janeiro. Seu pai, o oficial do Exército Agildo Barata Ribeiro, participou do movimento tenentista e da Revolução de 1930. Seu tio avô, Cândido Barata Ribeiro, foi o primeiro prefeito do Distrito Federal – na época, a cidade do Rio de Janeiro. Após a Revolução Constitucionalista de 1932, sua família exilou-se em Portugal, onde Agildo Ribeiro viveu seus primeiros anos. Sua mãe, Maria Pascoal Cassapis, era filha de um grego com uma carioca descendente de portugueses.
Lá, ele conta que aprendeu a falar com uma babá portuguesa, por isso, tinha sotaque lusitano.  Quando retornou ao Rio de Janeiro, a família achava graça. “Todo mundo morria de rir quando eu abria a boca. E eu pensava: vou ganhar dinheiro com isso quando eu crescer.” Agildo foi casado cinco vezes. Suas esposas foram mulheres famosas como Consuelo Leandro e Marília Pêra, mas passou 35 anos casado com a bailarina e também atriz Didi Barata Ribeiro, falecida em 2009.
Agildo foi o primeiro ator que interpretou João Grilo, o personagem central da peça de Ariano Suassuna Auto da Compadecida.
Um humorista de enorme sucesso na década de 1970 tanto no Brasil como em Portugal, co-estrelou diversos programas de humor da Rede Globo ao lado de Jô Soares, Paulo Silvino e Chacrinha. Naquela fase, o seu programa mais famoso foi Planeta dos Homens.
Em 2013, aos 81 anos, Agildo que apesar de ter se casado cinco vezes, nunca teve filhos nesses relacionamentos, descobriu que era pai de um homem de 47 anos.

### Problemas de saúde e morte

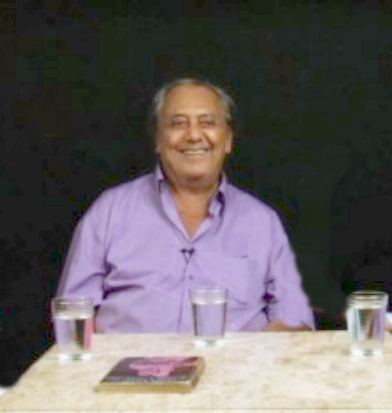
Agildo em 2015

Agildo Ribeiro morreu em 28 de abril de 2018 no Rio de Janeiro, de problemas cardíacos, aos 86 anos. O Humorista passou mal em seu apartamento, até conseguiu ligar para a portaria, mas o socorro chegou tarde, o que fez com que viesse a falecer. 
O velório aconteceu no Memorial do Carmo no Rio de Janeiro, amigos, fãs e colegas, foram prestar homenagens ao capitão do riso, como era conhecido pelos amigos de profissão. O corpo de Agildo foi cremado no mesmo local.

## Filmografia

### Televisão
| Ano       | Título                          | Papel                                                                             | Emissora                            | Notas             |
| --------- | ------------------------------- | --------------------------------------------------------------------------------- | ----------------------------------- | ----------------- |
| 1965      | TNT                             | Repórter                                                                          |                                     | Rede Globo        |
| 1969-70   | Mister Show                     | Apresentador                                                                      |                                     | Rede Globo        |
| 1970      | Topo Gigio                      | Apresentador                                                                      |                                     | Rede Globo        |
| 1972      | Uau,a Companhia                 | Vários Personagens                                                                |                                     | Rede Globo        |
| 1973-75   | Satiricom                       | Vários Personagens                                                                |                                     | Rede Globo        |
| 1976-82   | Planeta dos Homens              | Dr. Cabral / Aquiles Arquelau                                                     |                                     | Rede Globo        |
| 1978      | Caso Especial                   | Contador                                                                          | Episódio: "O Homem que Veio do Céu" | Rede Globo        |
| 1982      | Estúdio A...gildo               | Apresentador / Vários personagens                                                 |                                     | Rede Globo        |
| 1983      | A Festa é Nossa                 | Ele Mesmo                                                                         |                                     | Rede Globo        |
| 1983      | Final Feliz                     | Ele mesmo                                                                         | Participação especial               | Rede Globo        |
| 1984      | Humor Livre                     | Vários personagens                                                                |                                     | Rede Globo        |
| 1985-86   | De Quina pra Lua                | Dante Cagliosto                                                                   |                                     | Rede Globo        |
| 1987-88   | Agildo no País das Maravilhas   | Ele mesmo / Vários personagens                                                    |                                     | Rede Bandeirantes |
| 1989-90   | Cabaré do Barata                | Ele mesmo / Vários personagens                                                    |                                     | Rede Manchete     |
| 1993-94   | Não Pergunta que eu Respondo    | Ele mesmo / Vários personagens                                                    |                                     | SBT               |
| 1994      | Escolinha do Professor Raimundo | Andorinha                                                                         |                                     | Rede Globo        |
| 1994-95   | Isto é o Agildo                 | Vários Personagens                                                                |                                     | RTP               |
| 1997      | Mandacaru                       | Salustiano                                                                        |                                     | Rede Manchete     |
| 1999-2013 | Zorra Total                     | Ali Babaluf / Manoel / Chapinha / Aquiles Arquelau / Professor Laércio Fala Claro | [ 14 ]                              | Rede Globo        |
| 2005      | A Lua Me Disse                  | Coriolano                                                                         |                                     | Rede Globo        |
| 2007      | Sítio do Picapau Amarelo        | Teotônio                                                                          | Temporada 7                         | Rede Globo        |
| 2010      | Escrito nas Estrelas            | Durvalino Batista                                                                 | Episódio: "24 de setembro"          | Rede Globo        |
| 2010      | Casseta & Planeta, Urgente!     | Deixadylson                                                                       | Episódio: "21 de dezembro"          | Rede Globo        |
| 2015-17   | Zorra                           | Vários personagens                                                                |                                     | Rede Globo        |
| 2018      | Tá no Ar: a TV na TV            | Ele mesmo                                                                         | Episódio: "17 de abril"             | Rede Globo        |

### Cinema
| Ano  | Título                                        | Papel              |
| ---- | --------------------------------------------- | ------------------ |
| 1955 | Angu de Caroço                                | —                  |
| 1955 | O Grande Pintor                               | —                  |
| 1956 | Fuzileiro do Amor                             | Recruta 35         |
| 1956 | O Feijão é Nosso                              | Cozinheiro francês |
| 1958 | Esse Milhão É Meu                             | —                  |
| 1958 | Meus Amores no Rio                            | Fotógrafo          |
| 1959 | Aí Vêm os Cadetes                             | Militar            |
| 1960 | Matemática Zero, Amor Dez                     | Jacinto            |
| 1960 | Amor para Três                                | Jacinto Abreu      |
| 1960 | Eles Não Voltaram                             | —                  |
| 1961 | Esse Rio que Eu Amo                           | —                  |
| 1961 | Sócio de Alcova                               | —                  |
| 1962 | Pluft, o Fantasminha                          | —                  |
| 1962 | Tocaia no Asfalto                             | Rufino             |
| 1963 | Esse Mundo É Meu                              | —                  |
| 1964 | Crime no Sacopã                               | —                  |
| 1967 | A Espiã Que Entrou em Fria                    | Armando            |
| 1967 | Agente OSS 117                                | —                  |
| 1967 | Jerry - a grande parada                       | Indelécio          |
| 1968 | Como Matar um Play-Boy                        | Cucu               |
| 1968 | Na Mira do Assassino                          | Toninho            |
| 1969 | A Cama Ao Alcance De Todos                    | Agilda             |
| 1971 | Como Ganhar na Loteria sem Perder a Esportiva | Sacristão          |
| 1971 | Tô na Tua, Ô Bicho                            | Gugu               |
| 1974 | Café na Cama                                  | Geraldo            |
| 1974 | Divórcio à Brasileira                         | Rodolfo            |
| 1975 | O Comprador de Fazendas                       | Pedro Trancoso     |
| 1976 | O Sexualista                                  | Fábio Mendonça     |
| 1976 | O Pai do Povo                                 | Repórter de campo  |
| 1980 | Gugu, O Bom de Cama                           | Gugu               |
| 2001 | O Xangô de Baker Street                       | Pina Couto         |
| 2003 | O Homem do Ano                                | Vereador Zilmar    |
| 2007 | Quanto Mais Manga Melhor                      | Ele mesmo          |
| 2008 | Casa da Mãe Joana                             | Comendador         |
| 2017 | Altas Expectativas                            | Carlo              |

## Teatro
Em 1966, fez sucesso na peça "Roque Santeiro", de Dias Gomes, interpretando Sinhozinho Malta. Em fevereiro de 1976, participou de um espetáculo chamado Alta Rotatividade – comédia na qual contracenava com Leila Cravo, Rogéria e Ary Fontoura.